# Désiré Lethierry-Barrois
Charles-Joseph-Desiré Lethierry-Barrois, né le 13 septembre 1791, décédé le 22 septembre 1834, est maire de Lille entre 1832 et 1834. 
Il est le fils de Charles Marie Désiré Le Thierry (1766-1858), écuyer, seigneur d'Ennequin, propriétaire foncier, puis négociant, et de Catherine-Charlotte Virnot (1770-1851), tous deux issus de grandes familles de la bourgeoisie lilloise,.
Après une carrière d'officier sous l'Empire, il se marie en 1816 avec Apolline Zoé Barrois (1799-1881), fille du maire et député de Lille François Barrois-Virnot (1759-1848), et commence à s'investir dans la vie politique locale. 
À la tête du Comité polonais de Lille en 1830-1831, il est réputé proche de la monarchie de Juillet et est nommé maire de Lille le 9 février 1832.
Il meurt en cours de mandat, le 22 septembre 1834.